# Guenter Treitel
Guenter Heinz Treitel (geboren 26. Oktober 1928 in Berlin; gestorben 14. Juni 2019) war ein britischer Rechtswissenschaftler deutscher Herkunft.

## Leben
Günter Treitel wurde 1928 in Berlin in eine deutsch-jüdische Familie geboren; er war ein Sohn des Juristen Theodor Treitel (1885–1974) und der Hanna Levy (* 1896). Er wurde zusammen mit seinem älteren Bruder Kurt im März 1939 mit einem Kindertransport vor der deutschen Judenverfolgung bei einem Onkel in England in Sicherheit gebracht, auch seine Eltern und seine Schwester konnten sich retten.
Treitel besuchte die Kilburn Grammar School und die Queens Park Community School und studierte am Magdalen College mit einem Bachelor-Abschluss 1949, mit einem Bachelor of Civil Law im Jahr 1951 und 1953 mit einem Master of Arts. Treitel arbeitete von 1951 bis 1953 als Assistant lecturer an der London School of Economics und dann als Lecturer am University College (Oxford). Er lehrte von 1954 bis 1979 als Fellow Englisches Recht  am Magdalen College an der Oxford University. Danach hatte er die Vinerian Professur für Englisches Recht am All Souls College inne. Als Gastprofessor lehrte Treitel unter anderem in Chicago, Houston, Dallas und Charlottesville. Er heiratete 1957 Phyllis Margaret Cook, sie hatten zwei Kinder.
Treitel wurde als Barrister in das Gray’s Inn aufgenommen und wurde zum Queen's Counsel ernannt. Er war Fellow der British Academy. Er war von 1983 bis 1998 Trustee am British Museum und von 1984 bis 1993 Beiratsmitglied des National Trust.

## Schriften (Auswahl)
- The Law of Contract. 1962
- Chitty on Contracts.

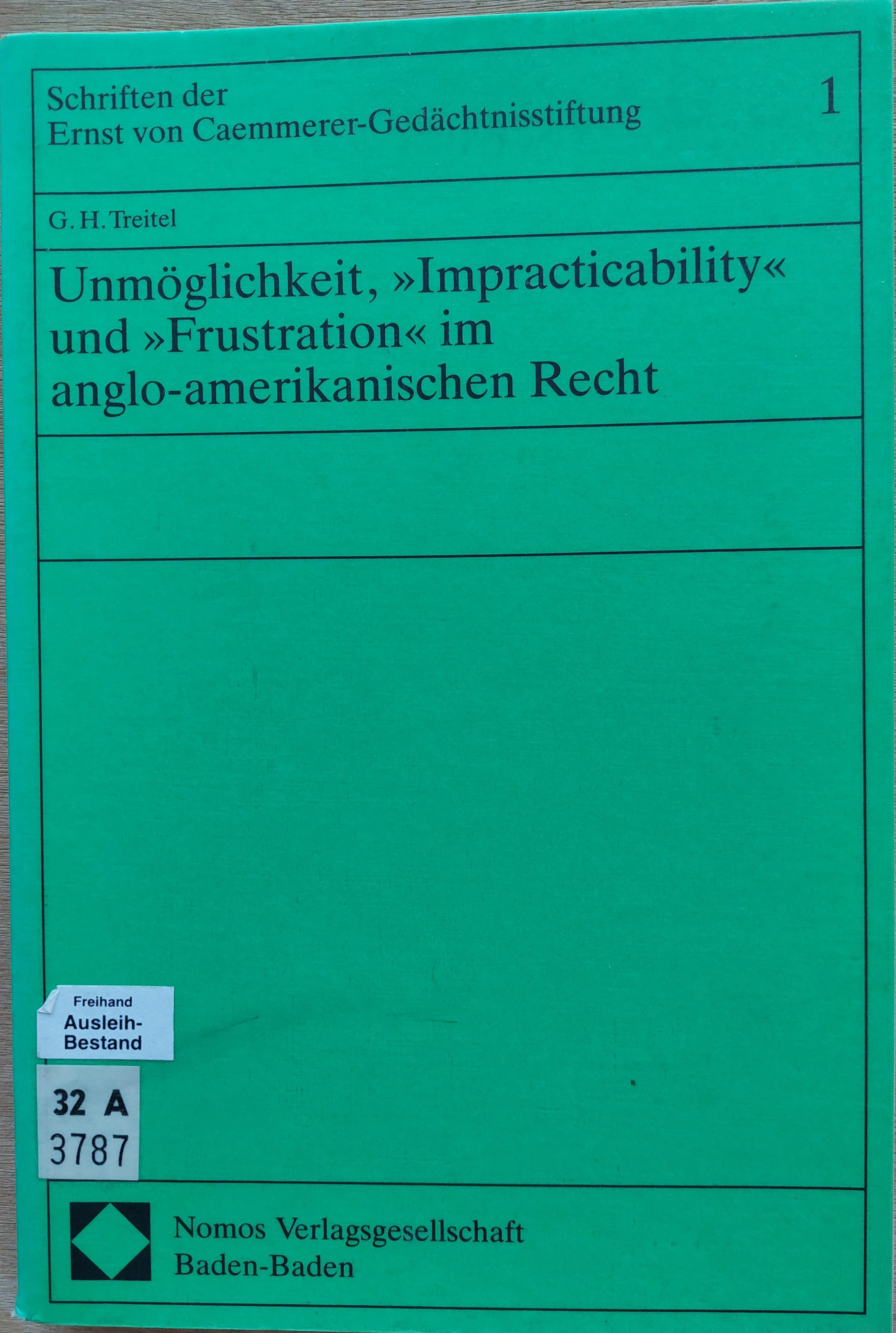
Unmöglichkeit (1991)

- An Outline on the Law the Contract.
- Benjamin's Sale of Goods. London, 1974
- Unmöglichkeit, "Impracticability" und "Frustration" im anglo-amerikanischen Recht. Baden-Baden : Nomos, 1991
- Some landmarks of twentieth century contract law. Oxford : Clarendon, 2002
- Frustration and force majeure. London : Thomson Sweet & Maxwell, 2004